# ادیگه (داغستان)
ادیگه (به لاتین: Edige) یک منطقهٔ مسکونی در روسیه است که در داغستان واقع شده‌است.